# 賈巴里·帕克
賈貝瑞·阿里·帕克（英語：Jabari Ali Parker，1995年3月15日—），生於美國伊利諾州芝加哥，美國職業籃球運動員。現效力於NBA波士頓塞爾特人，場上位置為大前鋒。帕克高中時已是名出色的運動員，並幫助西蒙職業技術學院連續四年奪得冠軍，被開特力和麥當勞評選為全國高中年度最佳球員。
帕克於2013年进入杜克大学就讀，2013-14赛季入选NCAA全美共識第一隊，2014年NBA選秀以选秀榜眼身份进入NBA。帕克的父親索尼·帕克是前NBA球員，曾效力於金州勇士。

## 早年生涯
帕克出生在伊利諾州芝加哥，他在芝加哥南區長大。帕克的父親索尼·帕克曾經是一位NBA職業球員，生涯曾效力過金州勇士。索尼於勇士隊退休後，為了不再讓貧窮孩子陷入犯罪的不歸路，於是在芝加哥的南區開設了籃球訓練營。帕克的母親是一位摩門教徒，這也導致帕克成為了一位相當忠誠的摩門教徒。帕克有三位哥哥及一個姐姐，在他年紀還尚小時，父親索尼經常帶著帕克與他的哥哥克里斯蒂安去當地的街頭籃球場磨練他們的籃球技巧。當地的摩門教堂大主教發現帕克熱愛籃球，但是入夜後的芝加哥球場又如此的危險，於是開放教堂的籃球場給帕克兄弟在晚上時使用，教堂裡有兩個專屬於帕克的籃框，一個因為帕克長期的爆扣至今仍然扭曲著，另一個完好無缺的框則是帕克磨練自己跳投所用。主教的熱心改變了帕克的一生，他事後回憶自己常常在那裡一打就是整個晚上，打累了就和哥哥們在長椅上睡著，一直到早上打掃的阿姨叫醒他們，他們又會繼續打球直到雙腿動彈不得才悻悻然回家。
當帕克11歲時，他的籃球技巧已經打得比同屆的學生還要好了。芝加哥當地的西蒙職業技術學院的籃球教練看到了帕克的未來性，他看到當時的帕克已具備超過同年齡層的控球技術與膽識，於是破例讓帕克開始與自己的高中隊員開始進行練習，而當時的西蒙職業技術學院同樣也擁有一位天才球員，也就是當時就讀高四的德瑞克·羅斯。有這份因緣與栽培，帕克毅然決然選擇進入了西蒙職業技術學院就讀。

## 高中生涯

### 高一時期
升上高中後，帕克成為西蒙職業技術學院歷史上第一個以新生身份打上先發的球員，並迅速成為了球隊的領袖。雖然只是一個高一新生，但是帕克一入行即老辣沉穩且技術全面。在高一賽季裡，帕克場均繳出了19.3分、5.0籃板和3.0助攻的成績，帶領西蒙職業技術學院以25勝9敗的戰績獲得了伊利諾州冠軍。帕克榮獲了2010年度ESPN最佳高中球员奖。當賽季進入尾聲時，帕克收到了無數的獎學金計劃書，其中包括來自伊利諾大學厄巴納-香檳分校、堪薩斯大學、帝博大學、匹茲堡大學、西北大學、佛羅里達大學、華盛頓大學、楊百翰大學和俄勒岡州立大學以及肯塔基大學、杜克大學和北卡羅來納大學教堂山分校。

### 高二時期

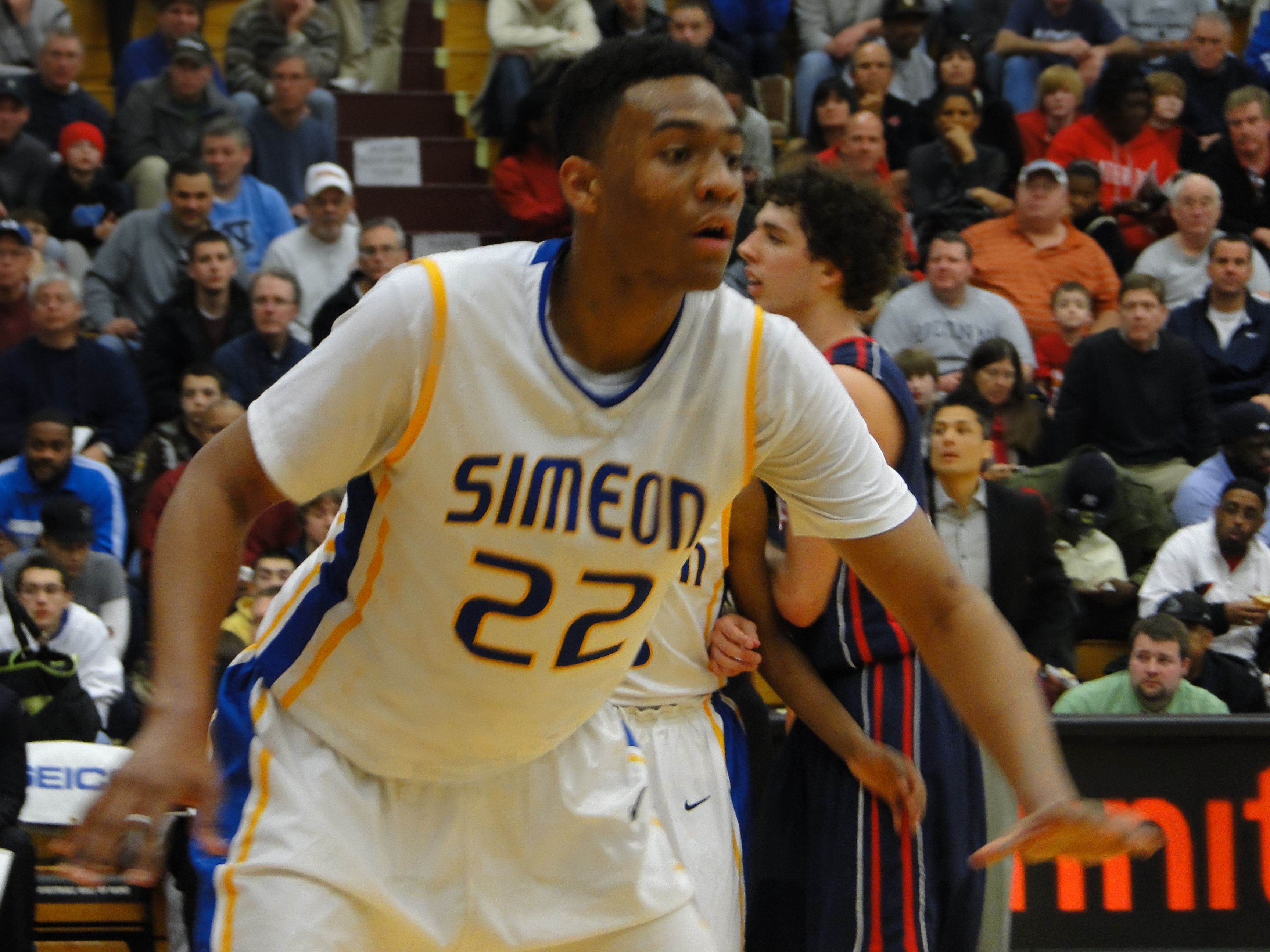
帕克代表西蒙職業技術學院。

升上二年級後，帕克幫助西蒙職業技術學院在本賽季進入全國前五。本賽季中，帕克平均每場拿下15.3分和5.9個籃板，西蒙職業技術學院以30勝2敗的戰績取得了IHSA 4A級的冠軍。帕克第二次獲得ESPN最佳高中球员奖。而芝加哥太陽報將帕克與萊恩·博特賴特、特雷西·阿布拉姆斯列為IHSA 4A級與伊利諾州最佳陣容第一隊的選擇。
在帕克进入高三赛季前，《Dime》杂志早已称帕克是全美最出色的高中生篮球員，而由10人组成的ESPN高中球员专家团在帕克征战高三赛季前和征战高三赛季后都将他排在第2位，仅次于当时就读高四的沙巴茲·穆罕默德。原本包括ESPN、球探网等各大著名网站都早早预计帕克会是2013年的头号篮球生源，但是在2012年夏天，帕克遭受了嚴重的脚伤。与此同时，加拿大的天才篮球員安德鲁·威金斯被重新分在了2013届的生源中，最終帕克拱手让出了最強高中生的位置。
2012年4月，帕克接受前NBA球星阿隆佐·莫宁的颁奖，荣膺2011-12赛季的開特力全美高中年度最佳球員，成为历史上第四位赢得该项殊荣的非高四學生，前面三位分别是勒布朗·詹姆斯、格雷格·歐登以及布兰登·奈特。
2012年5月21日出刊的《体育画报》中，贾貝瑞·帕克成为封面人物，杂志封面上写着“繼勒布朗·詹姆斯之后最强高中生”。当红的体坛明星想要登上《体育画报》封面尚有些难度，对并未正式进入体坛的“预备役们”则更是难上加难。要担起这样的称号，显然需要拥有不凡的实力，而贾巴里的此前的出色表现则充分展现了他的天赋与能力。贾巴里·帕克是继勒布朗·詹姆斯和MLB球星布萊斯·哈波之后，第三位登上雜誌封面的“准运动员”。
2012年12月21日，贾貝瑞·帕克在ESPN大学频道上公布了自己選擇學校的决定，这位全美高中13届明星球员最终选择進入杜克大学就讀。
| 姓名 | 家鄉                                                     | 高中                         | 身高                 | 體重        | 承諾日         |
| --- | -------------------------------------------------------- | ---------------------------- | -------------------- | ----------- | -------------- |
| 賈巴里·帕克 SF | 芝加哥                                                   | 西蒙職業技術學院（伊利諾州） | 6英尺7英寸（2.01米） | 215磅（98） | 2012年12月20日 |
| 賈巴里·帕克 SF | 招募星级： Scout： Rivals： 247Sports： N/A ESPN評分：96 |                              |                      |             |                |
| 總體新秀排名： Scout：3, 2 （SF） Rivals：4, 2 (SF) ESPN：2, 2 (SF) |                                                          |                              |                      |             |                |
| - 附註：許多時候，Scout、Rivals、247Sports以及ESPN在身高體重的數據可能會不同 . - 在這種情況下選擇平均值，而ESPN grades滿分為100分。 來源： - . Rivals.com. [August 20, 2013]. - . Scout.com. [August 20, 2013]. - . ESPN.com. [August 20, 2013]. - . Scout.com. [August 20, 2013]. - . Rivals.com. [August 20, 2013]. |                                                          |                              |                      |             |                |

## 大學生涯

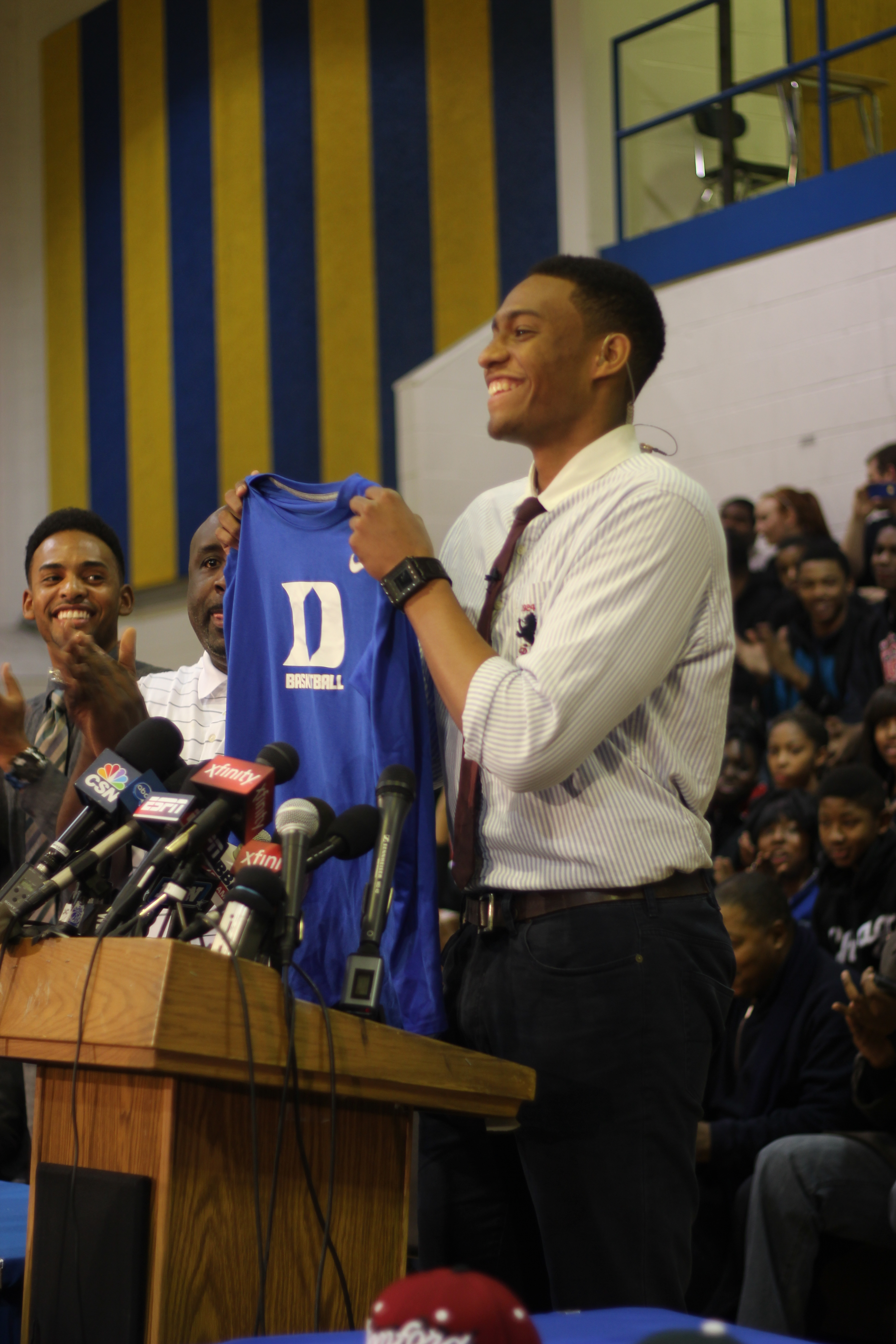
帕克宣布將進入杜克大學就讀。

大一赛季，贾貝瑞·帕克开局前7场得分全部上20，创造了杜克新人的开局纪录。这7场比赛，帕克场均可砍下23.6分8.7板，命中率为60%，三分球命中率高达60.9%。其中，大学处子秀，他交出了22分6板2次助攻1次盖帽的数据，命中率为80%（10投8中），三分球3投3中；前两场比赛得分总和为49分，打破了罗尔·丹恩的41分纪录。被命名年的季前賽ACC最佳新秀。帕克也是這位50人的九名新生之一木製季前賽觀察名單。

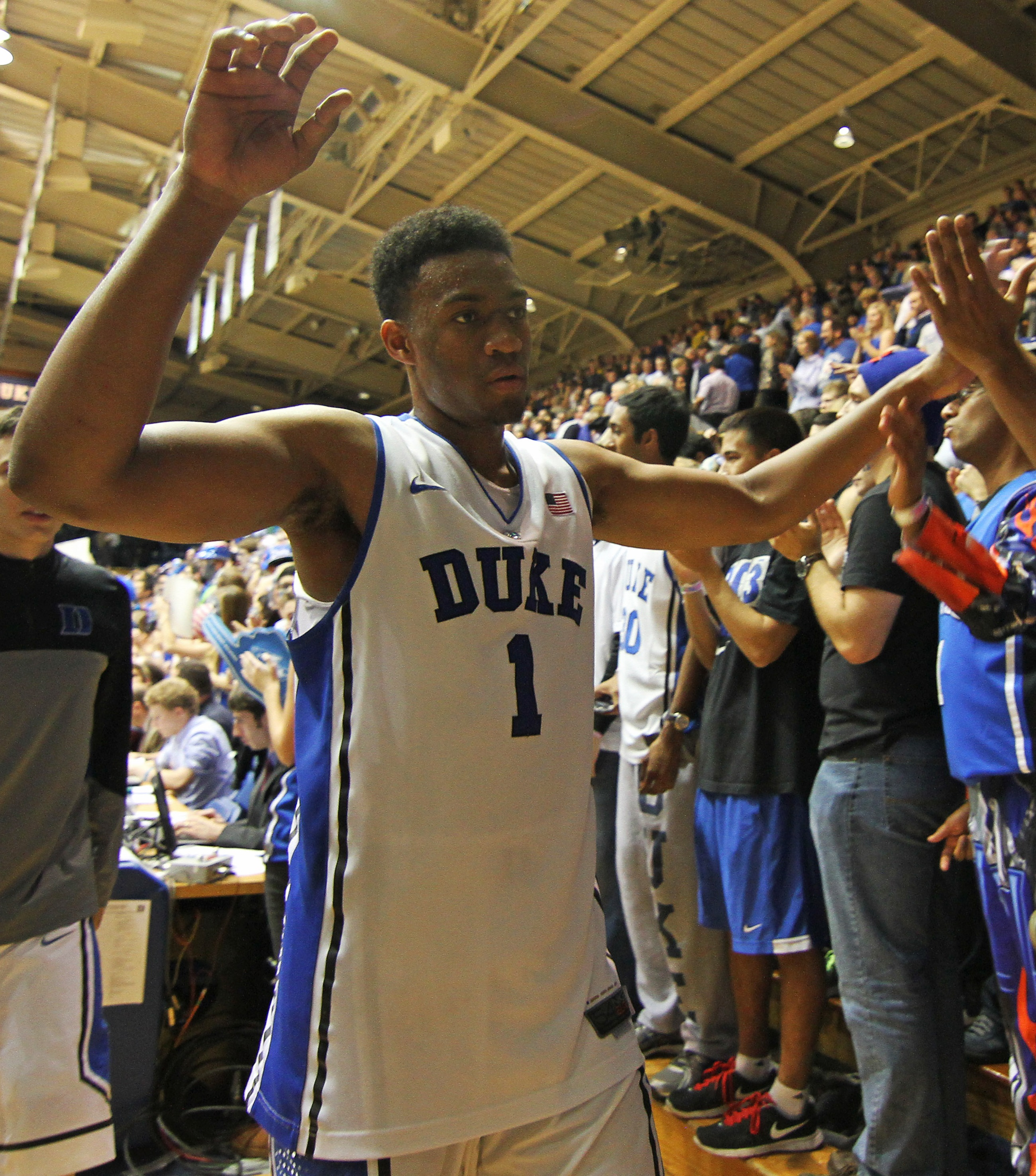
帕克在杜克大學

整个赛季，帕克打了35场比赛，在30.7分钟的时间里，可得19.1分8.7板1.2助攻1.2盖帽1.1抢断，投篮命中率为47.3%，三分球命中率为35.8%。他一共18次做到单场得分20+，这个成绩排在ACC（大西洋海岸联盟）的第二位，纪录保持者是肯尼·安德森，他在1989-1990赛季曾19次做到单场得分20+。帕克创下了杜克大学新秀赛季的单场得分20+次数最多纪录。1月25日，帕克得到14分，3次搶斷和對14個籃板佛羅里達州，幫助沙舍夫斯基贏得他的第900場比賽在杜克大學。3月8日，帕克在本賽季第二次卡羅萊納 - 杜克競爭比賽中職業生涯最高的30分。3月10日，他贏得了一個記錄（Kenny Anderson和泰勒 - 漢斯布魯（Tyler Hansbrough））常規賽最後一周的第十位ACC新秀。
在季后賽中，帕克在3月15日對北卡羅來納州的2014年男子籃球錦標賽半決賽中拿到了20分的表現，這標誌著他的第17次這樣的努力，並將他獨占在ACC新生名單上的第二名，馬布里。在3月16日對維吉尼亞的冠軍賽中，帕克發布了他的第18場20分，這是安德森ACC新生的紀錄。帕克和球隊，排名第3在中西部地區，結束了季節在第一輪的NCAA錦標賽與損失至14號美世。帕克創下了杜克大學新生得分的平均紀錄（19.1分），並成為第一個領先球隊得分和籃板的新生。

### 大學統計數據
| 賽季    | 大學     | 上場次數 | 先發次數 | 上場時間 | 投篮命中率 | 三分球命中率 | 罚球命中率 | 篮板 | 助攻 | 抄截 | 阻攻 | 得分 |
| ------- | -------- | -------- | -------- | -------- | ---------- | ------------ | ---------- | ---- | ---- | ---- | ---- | ---- |
| 2013–14 | 杜克大學 | 35       | 35       | 30.7     | 47.3       | 35.8         | 74.8       | 8.7  | 1.2  | 1.1  | 1.2  | 19.1 |
| 生涯    |          | 35       | 35       | 30.7     | 47.3       | 35.8         | 74.8       | 8.7  | 1.2  | 1.1  | 1.2  | 19.1 |

## NBA生涯

### 密爾瓦基公鹿（2014-2018）
2014年6月27日NBA选秀，贾貝瑞·帕克在首轮第2顺位被密尔沃基雄鹿选中。7月9日，帕克與雄鹿簽下第一份新秀合約，合同为期4年价值3109万，其中2016、2017夏球队选项。帕克參加了2014年夏季聯賽。11月20日，在雄鹿经过3次延長賽以122-118战胜布魯克林篮网的比赛中，贾貝瑞·帕克以年龄19岁249天得到23分7篮板1助攻2抄截，刷新了球队队史未满20岁球员的单场得分纪录。
2014年12月17日，帕克被确诊为左膝十字韧带撕裂，确定缺席2014-15 NBA賽季剩余的全部比赛。
2017年，帕克於2月8日面對熱火的比賽中傷及左膝，傷勢經過檢查，確定為前十字韌帶撕裂，宣告整季報銷，接下來將進行手術，預估恢復時間將長達1年。少了一名得分重心，讓公鹿的季後賽希望更顯渺茫。但公鹿在帕克的缺陣下，卻以42勝40負取得東岸第六，成功打入季後賽。
2018年2月2日，經過約1年養傷，帕克於面對紐約人的比賽中復出，並協助球隊勝出。

### 芝加哥公牛（2018-2019）
賈巴里·帕克將以兩年40M的合約加盟芝加哥公牛。

### 華盛頓巫師(2019)
2月7日，芝加哥公牛用鮑比·波提斯、賈巴里·帕克、受保護2023年第二輪選秀簽換華盛頓巫師的奧托·波特。

### 亞特蘭大老鷹(2019–2020)
2019年7月11日，帕克與亞特蘭大老鷹簽約，2020年1月7日，宣布帕克至少要受傷兩週。

### 沙加緬度國王(2020–2021)
2020年2月6日，帕克被交易到薩克拉門托國王，2021年3月25日，他被國王給裁掉。 

### 波士頓塞爾提克(2021–2022)
2021年4月16日，帕克與波士頓塞爾提克簽下兩年合約。2021年10月17日，帕克被塞爾提克裁掉。 2021年10月19日，他被塞爾提克重新簽下。2022年1月8日，帕克再次被塞爾提克裁掉。

## NBA數據統計

### NBA常规賽數據統計
| 賽季    | 球隊           | 出賽 | 先發 | 平均上場時間(分鐘) | 投籃命中率(%) | 三分球命中率(%) | 罰球命中率(%) | 平均籃板 | 平均助攻 | 平均抄截 | 平均阻攻 | 平均得分 |
| ------- | -------------- | ---- | ---- | ------------------ | ------------- | --------------- | ------------- | -------- | -------- | -------- | -------- | -------- |
| 2014–15 | 密爾瓦基公鹿   | 25   | 25   | 29.5               | .490          | .250            | .697          | 5.5      | 1.7      | 1.2      | .2       | 12.3     |
| 2015–16 | 密爾瓦基公鹿   | 76   | 72   | 31.7               | .493          | .257            | .768          | 5.2      | 1.7      | 0.9      | 0.4      | 14.1     |
| 2016–17 | 密爾瓦基公鹿   | 51   | 50   | 33.9               | .490          | .365            | .743          | 6.1      | 2.8      | 1.0      | .4       | 20.1     |
| 2017–18 | 密爾瓦基公鹿   | 31   | 3    | 24.0               | .482          | .383            | .741          | 4.9      | 1.9      | .8       | .3       | 12.6     |
| 2018–19 | 芝加哥公牛     | 39   | 17   | 26.7               | .474          | .325            | .731          | 6.2      | 2.2      | .6       | .4       | 14.3     |
| 2018–19 | 華盛頓巫師     | 25   | 0    | 27.3               | .523          | .296            | .684          | 7.2      | 2.7      | .9       | .6       | 15.0     |
| 2019–20 | 華盛頓巫師     | 35   | 23   | 26.2               | .504          | .270            | .736          | 6.0      | 1.8      | 1.3      | .5       | 15.0     |
| 2019–20 | 沙加緬度國王   | 6    | 0    | 13.3               | .583          | .250            | .889          | 3.8      | 1.7      | .5       | .2       | 8.5      |
| 2020–21 | 沙加緬度國王   | 3    | 0    | 9.0                | .571          | .000            | —             | 2.0      | .3       | .0       | .3       | 2.7      |
| 2021–22 | 波士頓塞爾提克 | 10   | 0    | 13.8               | .542          | .200            | .769          | 3.6      | 1.0      | .1       | .4       | 6.4      |
| 生涯    | 生涯           | 298  | 190  | 28.3               | .494          | .321            | .741          | 5.6      | 2.0      | .9       | .4       | 14.5     |

#### NBA季後賽數據統計
| 賽季 | 球隊           | 出賽 | 先發 | 平均上場時間(分鐘) | 投籃命中率(%) | 三分球命中率(%) | 罰球命中率(%) | 平均籃板 | 平均助攻 | 平均抄截 | 平均阻攻 | 平均得分 |
| ---- | -------------- | ---- | ---- | ------------------ | ------------- | --------------- | ------------- | -------- | -------- | -------- | -------- | -------- |
| 2018 | 密爾瓦基公鹿   | 7    | 0    | 23.9               | .452          | .316            | .615          | 6.1      | 1.4      | 1.0      | .6       | 10.0     |
| 2021 | 波士頓塞爾提克 | 4    | 0    | 14.8               | .619          | .400            | .750          | 3.8      | .5       | .0       | .8       | 8.5      |
| 生涯 | 生涯           | 11   | 0    | 20.5               | .494          | .333            | .667          | 5.3      | 1.1      | .6       | .6       | 9.5      |

## 外部連結
- 賈巴里·帕克在fiba.basketball（英语）
- 賈巴里·帕克在archive.fiba.com（存檔）（英语）
- 賈巴里·帕克在NBA官網（英语）
- 賈巴里·帕克在Basketball-Reference.com（NBA）（英语）
- 賈巴里·帕克在Sports-Reference.com（NCAA）（英语）
- 賈巴里·帕克在ESPN（NBA）（英语）
- 賈巴里·帕克在Eurobasket.com（球員）（英语）
- 賈巴里·帕克在Proballers（英语）
- 賈巴里·帕克在RealGM（英语）